# Comuna de Tuszów Narodowy
Tuszów Narodowy (polaco: Gmina Tuszów Narodowy) é uma gminy (comuna) na Polónia, na voivodia de Subcarpácia e no condado de Mielecki. A sede do condado é a cidade de Tuszów Narodowy.
De acordo com os censos de 2004, a comuna tem 7421 habitantes, com uma densidade 82,9 hab/km².

## Área
Estende-se por uma área de 89,51 km², incluindo:
- área agricola: 61%
- área florestal: 32%

## Demografia
Dados de 30 de Junho 2004:
|                      | Total   | Total | Mulheres | Mulheres | Homens  | Homens |
| -------------------- | ------- | ----- | -------- | -------- | ------- | ------ |
|                      | pessoas | %     | pessoas  | %        | pessoas | %      |
| População            | 7421    | 100   | 3697     | 49,8     | 3724    | 50,2   |
| Densidade (pop./km²) | 82,9    | 100   | 41,3     | 41,3     | 41,6    | 41,6   |

De acordo com dados de 2002, o rendimento médio per capita ascendia a 1298,27 zł.

## Comunas vizinhas
- Baranów Sandomierski, Cmolas, Gawłuszowice, Mielec, Mielec, Padew Narodowa